# Miloš Obilić
Miloš Obilić (in serbo Милош Обилић?; ... – Piana dei Merli, 28 giugno 1389) è un leggendario cavaliere serbo, che secondo il folklore combatté nella battaglia della Piana dei Merli a servizio del principe Lazar Hrebeljanović e uccise il sultano ottomano Murad I, per poi essere a sua volta ucciso dalla sua guardia personale.
Sebbene il suo nome non compaia nelle fonti documentali fino al XV secolo, la sua diffusione in ambito italiano, serbo, bizantino, ottomano e greco suggerisce che la storia fosse ben nota entro cinquant'anni dalla battaglia, ma non esiste prova della sua esistenza al di fuori del cosiddetto "Mito del Kosovo", costruito e propagandato dai Lazarević, che include anche il "martirio" del principe Lazar e il presunto tradimento di Vuk Branković.
Rimane tuttavia un importante eroe nazionale nel folklore serbo, e protagonista di poesie epiche non solo in Serbia ma anche in altri luoghi dei Balcani, come il Kosovo e l'Albania. Nel XIX secolo, la Chiesa serba lo ha proclamato santo.

## Nome
Il nome Miloš è un nome slavo diffuso già durante l'Alto Medioevo, derivante dalla radice -mil, che significa "misericordioso" o "caro", tipica di diversi nomi slavi.
Tuttavia, nel corso della storia sono state utilizzate diverse grafie del suo nome, incluse Miloes e Milion.
Lo stesso discorso, anche se più ramificato, vale per il suo cognome. Secondo molti studiosi, il suo cognome originale era Kobilić o Kobilović, come mostrato negli archivi ragusani di Mihailo Dinić, datati 1433. Nelle fonti albanesi, il suo cognome è riportato come "Kopiliq", col probabile significato di "cavallo" o "bastardo", in riferimento alla leggenda secondo cui l'eroe, nato illegittimo, sarebbe stato trovato e allattato da una cavalla.
La variante Obilić divenne predominante a partire dal XVII secolo, collegandola al significato di "ricchezza, abbondanza".
Nei poemi epici, viene spesso indicato come "Miloš di Pocerje", in riferimento alla tradizione che lo vuole nativo della regione serba di Pocerina, dove si trova una sorgente a lui dedicata e una stele tombale che la tradizione indica come la sua.

## Fonti letterarie

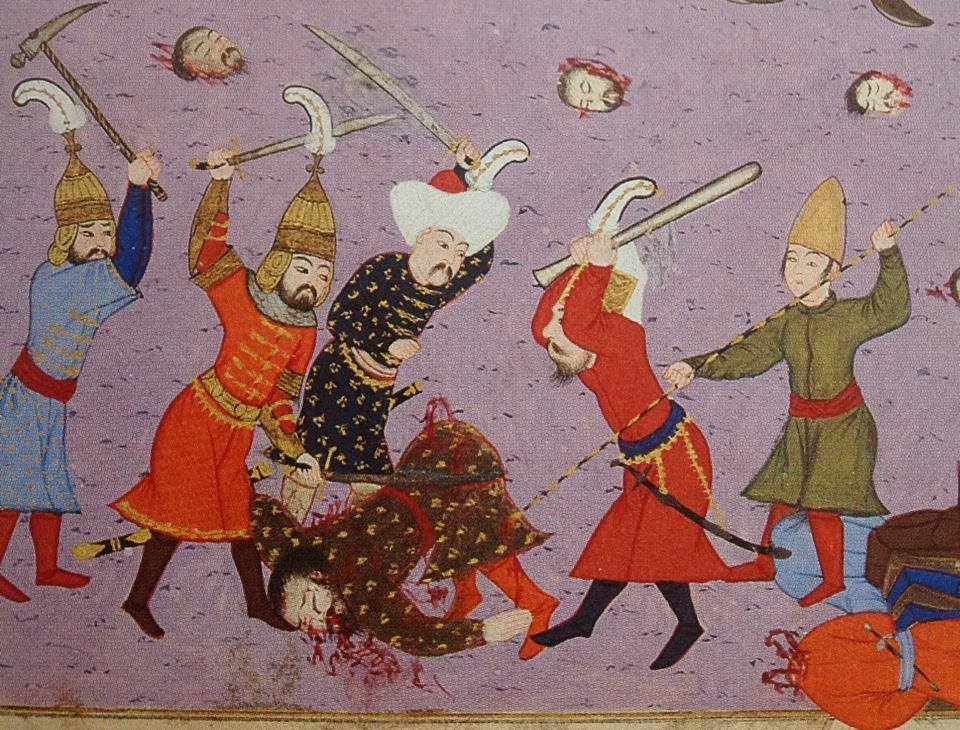
Miniatura ottomana, opera di Nakkaş Osman, che la morte di Miloš Obilić per mano delle guardie di Murad I

In tutte le fonti coeve riguardanti la battaglia, combattuta il 28 giugno 1389, l'uccisore del sultano Murad I rimane anonimo, né Miloš Obilić non è menzionato in nessun altro modo.
Questo include il resoconto più antico della battaglia, compilato dal diacono Ignazio il 9 luglio 1389, soli 12 giorni dopo. Altre fonti che menzionano la morte di Murad sono la lettera inviata ad Andrea Bembo dal senato veneziano il 23 luglio, sebbene venga menzionata come notizia non confermata insieme alla morte di anche uno dei figli di Murad, Yakub Çelebi; la lettera del 1º agosto del re Tvrtko I di Bosnia, con cui annunciava a Trogir la vittoria sugli ottomani, e nella risposta di Coluccio Salutati a nome del governo fiorentino. In quest'ultima, la morte di Murad è attribuita a un gruppo di dodici cavalieri che riuscirono a sfondare le linee nemiche fino al Sultano.
La prima menzione di un nome per l'uccisore risale al 1416, quando l'italiano Bernardo Mignanelli attribuì la morte di Murad al principe Lazar.
La prima menzione di una narrazione specifica e separata per l'uccisore, seppur ancora senza nome, risale agli anni Quaranta del Quattrocento, nella biografia di Stefano III, figlio di Lazar, compilata da Costantino il Filosofo. Questi scrive che l'uccisore era un nobile serbo che, diffamato di fronte al principe Lazar, decise di dimostrare la propria lealtà caricando verso le linee nemiche fingendo di disertare e riuscendo così ad avvicinarsi al Sultano tanto da ucciderlo, per poi suicidarsi. Lo schema qui presentato, della calunnia e della successiva redenzione, conclusa dalla morte, verrà poi assorbito nella tradizione di Miloš Obilić.
Nelle fonti ottomane, a partire dalle cronache del 1497 di Konstantin Mihailović, un giannizzero che disse di aver combattuto a Piana dei Merli, viene invece riportato che Murad fu ucciso a tradimento mentre ispezionava il campo di battaglia, colpito da un soldato che si fingeva morto.
Un'altra fonte ottomana è la cronaca del 1465 compilata dallo storico ottomano-albanese Enveri, che diceva di basarsi sui resoconti oculari di Hoca Ömer, ambasciatore del sultano presso Lazar durante la battaglia. Enveri scrive che "Miloš Ban" era in precedenza a servizio di Murad, prima di disertare e abiurare all'Islam per schierarsi coi cristiani serbi. Murad rimpiangeva molto la sua perdita e gli aveva offerto molte volte il perdono, anche se Miloš non lo aveva mai accettato, ma il giorno della battaglia Miloš, che era col principe Lazar al momento della sua cattura, si avvicinò al sultano col pretesto di voler tornare al suo fianco e lo pugnalò con una lama nascosta nella manica. Subito dopo la guardia di Murad lo uccise facendolo a pezzi.
Una storia simile, ma senza nomi, è raccontata da Oruç Bey, che aggiunge che Murad era solo perché il suo esercito era impegnato a inseguire le retrovie nemiche.
Il resoconto iniziò a comparire nelle fonti greche a partire dalla fine del XV secolo. Lo storico ateniese Laonico Calcondila scrisse, dichiarando di attingere a tradizioni greche, che un uomo di nome Miloes decise di compiere un'azione suicida per eliminare il sultano. Dopo essersi congedato dal principe Lazar, si recò al campo ottomano fingendosi un disertore e facendosi così ricevere da Murad prima della battaglia. A quel punto Miloes riuscì a uccidere il sultano, morendo poi per mano delle sue guardie. Circa mezzo secolo dopo, Michele Ducas, nella Historia Byzantina, scrisse di un giovane nobile che si fece catturare dagli ottomani e condurre dal sultano dichiarando di sapere come vincere l'imminente battaglia, per poi ucciderlo.
Nel 1512 lo storico ottomano Mehmed Nesri scrisse una cronaca dettagliata nella quale adattava elementi serbi per costruire una visione negativa dell'evento.
Esegesi storiche moderne hanno evidenziato come le fonti ottomane menzionino la storia molto prima di quelle occidentali, che pure dovevano esserne a conoscenza, e che introdussero elementi di inganno e slealtà che avevano lo scopo di denigrare i nemici cristiani, attribuendo quindi la morte del sultano a un'azione subdola e disonorevole.

## Tradizioni orali

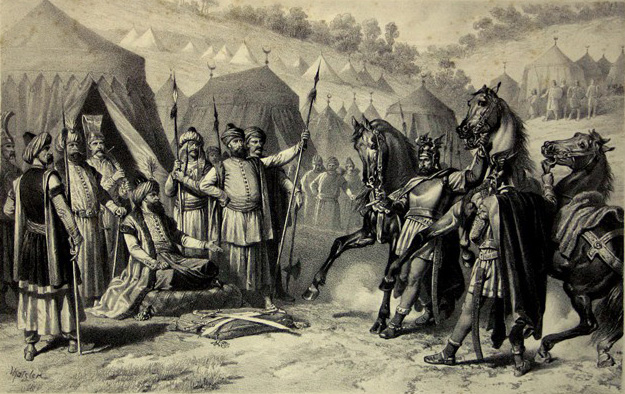
Miloš Obilić alla tenda del sultano Murad I

### Serbia
In Serbia e in Kosovo, Miloš Obilić è uno dei principali eroi nazionali e protagonisti delle leggende locali.
La versione principale racconta che Miloš era sposato con una figlia di Lazar, Jelena, la quale litigò con la moglie di Vuk Branković a proposito del valore dei rispettivi mariti, lite che si estese anche ai due uomini. Per vendetta, Vuk calunniò Miloš accusandolo di slealtà, per cui fu rimproverato dallo stesso Lazar. Per riscattarsi, Miloš si recò da disertore al campo ottomano e uccide Murad I, accettando poi la morte per mano dei suoi soldati.
Esistono due teorie sull'origine del "Mito del Kosovo" riguardanti la battaglia della Piana dei Merli.
Secondo la prima, è stato originato nello stesso Kosovo, mentre la seconda ritiene che si sia sviluppato e diffuso a partire dai Balcani occidentali, influenzati dalle chanson de geste francesi. Studiosi di orientamento nazionalista rifiutano quest'ultima ipotesi, sostenendo che la poesia francese non ha avuto ruolo nella creazione delle leggende, ma solo su piccole modifiche alla struttura o al ritmo, e che il nucleo fondamentale si trova già nelle narrazioni del martirio di Lazar, diffuse immediatamente dopo la battaglia nel 1389, ad esempio tramite gli scritti del patriarca Daniele III (Discorso sul principe Lazar).
Da questo nucleo, la storia si è poi svolta, modificata e ampliata nei secoli seguenti, man mano che si diffondeva in Serbia, Kosovo, Erzegovina e Montenegro, dove nel XVIII secolo la leggenda raggiunse la sua forma più completa e compiuta, tramite il Racconto della battaglia del Kosovo, testo che per 150 fu molto popolare in tutti i Balcani, dalla Iugoslavia al fino all'Ungheria, e ha svolto un ruolo degno di nota nei movimenti nazionalistici e anti-asburgici nei territori austro-ungarici del XVIII e XIX.
Nel 1530 il monaco sloveno Benedikt Kuripečič scrisse un resoconto dei suoi viaggi nei Balcani, inserendo la storia di Miloš nel capitolo dedicato alla visita della tomba del sultano a Kosovo Polje, e aggiunge che Miloš è un eroe molto celebrato in Serbia, dove si cantano canzoni sulle sue gesta, così come in zone più lontane come la Croazia e la Bosnia, e ne registrò alcune nei suoi diari. Nel 1603, anche Richard Knolles annotò l'esistenza di poesie e ballate sulle vicende di Miloš.
La figura di Miloš è stata esaltata da nazionalisti come Karađorđe, Vuk Karadžić e Njegoš, spesso caratterizzata da particolari mitici come l'ascendenza dai draghi, che gli diede capacità sovrumane nella lotta contro i nemici.
Nelle poesie epiche, Miloš Obilić è inoltre spesso considerato "fratello di sangue" di altri eroi, come Milan Toplica, Ivan Kosančić, il principe Marko e i fratelli Jugović.

### Albania
Nella poesia epica albanese, esistono sostanziali differenze nella versione più popolare, a partire dal nome, reso come Millosh Kopiliqi.
Nella maggior parte delle storie viene fatto nascere a Drenica, rendendolo quindi albanese invece che serbo, e presentato come l'unico responsabile della morte di Murad, senza neppure menzionare il principe Lazar. Subito dopo la morte di Murad tenta di fuggire a cavallo, ma viene tradito da una "shkina" slava, catturato e decapitato. Tale versione è popolare ancora oggi, trasmessa attraverso nuove forme come la musica folk.
Anche in questo caso, la leggenda è stata fortemente nazionalizzata, con molti studiosi che sottolineano come la versione albanese sia una forma originale e indipendente, non influenzata dalle varianti serbe.

## Eredità

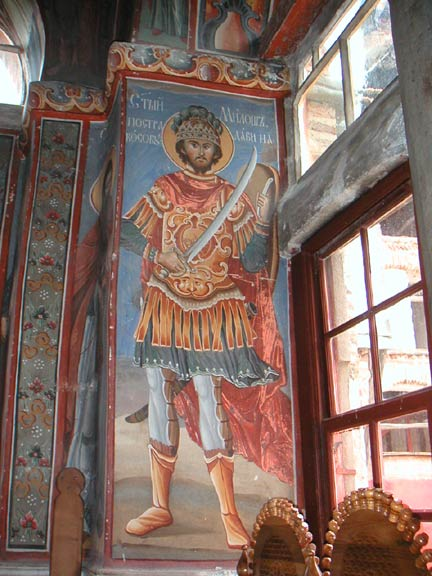
Affresco raffigurante Miloš Obilić nelle vesti di santo guerriero nel Monastero di Hilandar

A partire dagli inizi del XIX secolo, Miloš Obilić iniziò a essere ufficialmente venerato come santo all'interno della Chiesa serba, forse in seguito a un movimento popolare sviluppatosi durante l'occupazione ottomana.
Più tardi, la figura di Miloš venne inserita nel nascente movimento nazionalista serbo attraverso il poema del 1847 Serto della montagna di Petar II Petrović-Njegoš, principe vescovo del Montenegro, che esaltava il gesto di Miloš come di nobili intenti e grande valore. Lo stesso Petar istituì anche la Medaglia al valore Miloš Obilić. In questo modo, Miloš Obilić e la sua leggenda divennero parte integrante dell'identità nazionale e culturale serba, nonché ispirazione per nazionalisti e anarchici come Gavrilo Princip, assassino dell'arciduca Francesco Ferdinando e causus belli della prima guerra mondiale.
La figura di Miloš Obilić e il nazionalismo ad essa associato ha visto una sostanziale ripresa a partire dagli anni '80, culminando nelle celebrazioni del 1989 a Gazimestan in occasione del 600º anniversario della battaglia del Kosovo, ed è stata al centro di numerosi discorsi politici, in particolare quello di Gazimestan del presidente serbo Milošević, che lo proclamò "salvatore della Nazione". Venne rispolverata anche la visione cristologica che descriveva Obilić come un martire della patria.
Miloš Obilić è ricordato dal proverbio serbo "Dva loša ubiše Miloša"/"Dva su loša ubila Miloša", tradotto come "Due buoni a nulla hanno ucciso Milo", in riferimento alla quantità che vince sulla qualità, come le numerose, seppur inette, guardie ottomane riuscirono a uccidere il valoroso ma solo Miloš.
Miloš Obilić è inoltre inserito nell'elenco dei 100 serbi più importanti.